# Ingo Hoffmann
Ingo Hoffmann (n. 28 februarie 1953) este un fost pilot brazilian de Formula 1 care a evoluat în Campionatul Mondial între anii 1976 și 1977.